# Bjäre Industrier
AB Bjäre Industrier var ett svenskt livsmedelsföretag i Kristianstads kommun. Det var aktivt mellan 1942 och 1971 och tillverkade främst olika sorters konserver, främst sylt, saft och färskpotatis på burk, men var även känt för drycker som såldes under märken som Mer, Merry och Lift.
Företaget etablerades av Margarinbolaget 1942 för att tillverka fruktkonserver. Under andra världskriget var margarinet ransonerat och Bjäre etablerades för att utnyttja den överkapacitet detta skapade i Margarinbolagets distributionsnät. Bjäre var inledningsvis beläget i Förslövsholm på Bjäre i margarinfabrikens gamla lokaler. 1946 flyttade verksamheten till Karpalund och ortens gamla bryggeri.
Under några år på 1950-talet producerade Bjäre även djupfryst mat, men denna verksamhet lades ner efter missnöje med resultaten.
I början av 1960-talet provade Bjäre att lansera stilldrinken Mer, som blev tillgänglig i hela landet 1963. År 1964 kom även den kolsyrade Merry.
Multinationella Unilever, som var storägare i Margarinbolaget, ägde även livsmedelsföretaget Blå Band Produkter. 1968 kom Unilever och Margarinbolagets övriga ägare överens om att Bjäre skulle köpas ut och slås ihop med Blå Band. Det nya företaget Novia Livsmedelsindustrier bildades 1971. Bjäre överlevde som varumärke för saft och sylt under 1970-talet, men dessa produkter avvecklades sedermera på grund av lönsamhetsproblem.
1985 slogs gamla Bjäres drycker ihop med Pripps-ägda Bryggeri AB Falken för att bilda Falcon. Bjäres främsta bidrag till detta företag var stilldrinken Mer. Varumärket Bjäre fördes också över till Falcon, men försvann från butikerna då tillverkningen av sylt för konsumentmarknaden upphörde. Falcon skulle senare ägas av norska Orkla, som 1996 sålde företaget till danska Carlsberg. 1997 såldes återstoden av Bjäres dryckesverksamhet (Mer) till The Coca-Cola Company.

## Bjäre varumärke
År 2004 återkom varumärket Bjäre när Coca-Cola använde varumärket för att lansera en julmust, Bjäre Julmust. Bjäre Julmust togs ur produktion år 2008, men återkom till julsäsongen 2011.